# 奈良県道186号福住矢田原線
奈良県道186号福住矢田原線（ならけんどう186ごう ふくすみやだわらせん）は、奈良県天理市から奈良市に至る一般県道である。

## 概要
天理市福住町から奈良市矢田原町に至る。

### 路線データ
- 起点：天理市福住町（国道25号交点、奈良県道187号福住上三橋線起点）
- 終点：奈良市矢田原町（奈良県道・三重県道80号奈良名張線交点）

## 路線状況

### 重複区間
- 奈良県道187号福住上三橋線（天理市福住町（起点） - 奈良市中畑町）

## 地理

### 通過する自治体
- 奈良県
  - 天理市 - 奈良市

### 交差する道路
| 交差する道路                                    | 市町村名 | 交差する場所 | 交差する場所                                                                              |
| ----------------------------------------------- | -------- | ------------ | ----------------------------------------------------------------------------------------- |
| 国道25号 奈良県道187号福住上三橋線 重複区間起点 | 天理市   | 福住町       | 起点                                                                                      |
| 奈良県道187号福住上三橋線 重複区間終点          | 奈良市   | 中畑町       |                                                                                           |
| 奈良県道186号福住矢田原線 / バイパス            | 奈良市   | 矢田原町     |                                                                                           |
| 奈良県道・三重県道80号奈良名張線                | 奈良市   | 矢田原町     | 終点                                                                                      |
| 奈良県道・三重県道80号奈良名張線                | 奈良市   | 矢田原町     | バイパス終点【北緯34度39分15.5秒 東経135度53分42.9秒 / 北緯34.654306度 東経135.895250度】 |

### 沿線
- ヤマトカントリークラブ